# Colonia Benito Juárez, Fresnillo
Colonia Benito Juárez är en ort i Mexiko.   Den ligger i kommunen Fresnillo och delstaten Zacatecas, i den centrala delen av landet, 500 km nordväst om huvudstaden Mexico City. Colonia Benito Juárez ligger 2 085 meter över havet och antalet invånare är 263.
Terrängen runt Colonia Benito Juárez är en högslätt. Runt Colonia Benito Juárez är det ganska glesbefolkat, med 29 invånare per kvadratkilometer. Närmaste större samhälle är Víctor Rosales, 19,8 km söder om Colonia Benito Juárez. Omgivningarna runt Colonia Benito Juárez är i huvudsak ett öppet busklandskap.